# Rotacharopa annabelli
Rotacharopa annabelli är en snäckart som beskrevs av Stanisic 1990. Rotacharopa annabelli ingår i släktet Rotacharopa och familjen Charopidae. Inga underarter finns listade i Catalogue of Life.